# Bitwa morska przy Playa Honda
Bitwa morska przy Playa Honda – starcie zbrojne, które miało miejsce w roku 1610 w trakcie wojny osiemdziesięcioletniej. Była pierwszym z trzech starć morskich w rejonie Manili pomiędzy Holendrami a Hiszpanami na Filipinach. Do kolejnych dwóch bitew pod Playa Honda doszło w latach 1617 oraz 1624.
W wyniku bitwy stoczonej w roku 1610 flota holenderskiej kampanii wschodnioindyjskiej w sile 8 jednostek, w tym 2 galer (750 ludzi, 7 dział) dowodzona przez wiceadmirała Witterta zaatakowała Manilę, będącą ważnym hiszpańskim punktem handlowym na Filipinach. Opór Holendrom stawił hiszpański gubernator Juan de Silva, który w bitwie stoczonej przy Playa Honda w pobliżu Manili pokonał flotę Witterta, zdobywając dwa okręty, w tym flagową jednostkę przeciwnika. Wittert poległ w bitwie a próba zawładnięcia Filipinami przez Holendrów zakończyła się niepowodzeniem.